# Eoin Macken
Eoin Christopher Macken (ur. 21 lutego 1983 w Dublinie) – irlandzki aktor filmowy, model, reżyser i scenarzysta.

## Życiorys

### Wczesne lata
Urodził się w Dublinie w Irlandii jako syn adwokata Jamesa Mackena (zm. 2007). Dorastał wraz z dwoma siostrami - Freyą i Niamh. Studiował dramat w University College w Dublinie. Zdobył także dyplom z wyróżnieniem w dziedzinie psychologii. Opanował także pływanie, jazdę konną, grę w golfa, piłkę nożną, lekkoatletykę, wspinaczkę, surfing, żeglarstwo i kick-boxing. Przeniósł się do Los Angeles, gdzie uczył się aktorstwo pod kierunkiem Vincenta Chase’a.

### Kariera
W wieku 19 lat podjął pracę jako model Fashion Show w 2002 i 2003 r., po czym związał się z Morgan The Agency. W 2003 został wybrany jako twarz kampanii Abercrombie & Fitch. Oprócz pracy dla Ralpha Laurena, reklamował wyroby Braun (2008) i pojawił się w magazynie „GQ”.
W Irlandii nakręcił thriller psychologiczny Christian Blake (2008), który miał premierę na Festiwalu Filmowym Mid Ulster 2008 r. Po studiach przeniósł się do Los Angeles, gdzie wyreżyserował dobrze przyjąty film krótkometrażowy Dreaming for You (2009).
Pojawił się w serialu Fair City (2008) oraz jako Sir Gwaine w serialu BBC Przygody Merlina (Merlin, 2010-2012).

### Życie prywatne
Związany był z piosenkarką Uną Healy (2006-2008) i Kellie Blaise (2010-2011).

## Wybrana filmografia

### Filmy fabularne
- 2006: Faceci w korkach (Studs) jako Tosh
- 2008: Christian Blake jako Christian
- 2009: Dawno, dawno temu (Once Upon a Time) jako
- 2009: Zły (Savage) jako Mężczyzna w szatni na siłowni
- 2010: Centurion jako Achivir
- 2010: Syrena (Siren) jako Ken
- 2012: Suspension of Disbelief jako Greg
- 2013: The Callback Queen jako Książę Cal
- 2013: Cold jako Jack
- 2015: Zabić Jezusa (Killing Jesus, TV) jako Herod Antypas
- 2016: Resident Evil: Ostatni Rozdział - jako Doc

### Seriale TV
- 2007: Dynastia Tudorów (The Tudors) jako angielski oficer
- 2008: Fair City jako Gavin Cluxton
- 2010: Dynastia Tudorów (The Tudors) jako angielski oficer
- 2010-2012: Przygody Merlina (Merlin) jako Sir Gwaine
- 2014-2015: The Night Shift jako Dr TC Callahan